# Winnsboro (Teksas)
Winnsboro – miasto w Stanach Zjednoczonych, w stanie Teksas, w hrabstwie Wood.